# Корунова къща
Коруновата къща (на македонска литературна норма: Куќа на Коруновци) е къща в село Вевчани, Северна Македония. Сградата е обявена за значимо културно наследство на Северна Македония.

## История
Проектант на къщата е вевчанинът Стоян Корунов, който работи дълго в Румъния и следи там развитието на румънската архитектура. Корунов проектира входния портал на кметството в румънския град Турну Северин. Корунски решава да реализира архитектурните си идеи в собствената си къща в родното си село Вевчани. Изработва подробен план и го изпраща до близките си във Вевчани за изграждане. Къщата е построена в 1924 година.

## Архитектура
Къщата е с триделно разделяне с централен чардак и специфична стилистична обработка, която се свързва с македонските средновековни църкви.
Сградата е построена от естествени материали (дърво, камък и пълна тухла) и има партер и етаж. На част от сградата от източната страна има и мазе с вход от южната страна. Етажите са изградени от цяла тухла, освен от северната страна с тухлена декорация над дървени прозорци, където етажът е от камък. Централно поственият чардак на южната страна на етажа е с богата декорация, изработена от цяла тухла, характерна за средновековните църкви в областта Македония и е с декоративен венец под самата стреха. Покривната конструкция е дървена от кестен с многокрилен покрив. Междуетажната конструкция също е дървена – от кестен. Стълбите, които свързват партера и горния етаж, са отново от кестен, както и всички вътрешни врати.